# Matthew Mitcham
Matthew John "Matt" Mitcham, (Brisbane, Australija, 2. ožujka 1988.) australijski je umirovljeni skakač u vodu i trampulinist.

## Karijera
Na Olimpijskim igrama 2008. u Pekingu osvojio je zlatnu medalju u disciplini skokova u vodu 10 m toranj. Prvi je australski sportaš koji je osvojio zlatnu medalju u muškoj konkurenciji skokovima u vodu od Olimpijskih igara 1924. Na Olimpijskim igrama u Pekingu, Mitcham je bio jedan od nekoliko javno deklariranih LGBT+ sportaša.
Nastupao je na Svjetskom prvenstvu u skokovima u vodu 2009, gdje je osvojio brončanu medalju u disciplini 1 m daska. Sljedeće godine, na Igrama Commonwealtha, osvojio je četiri srebrne medalje.